# Les Sept Sacrements
Les Sept Sacrements sont deux séries de peintures réalisées par Nicolas Poussin. La première a été réalisée à Rome et en partie à Paris entre 1636 et 1642 pour son mécène Cassiano dal Pozzo. Elle constitue l'un des chefs-d'œuvre du peintre. La série est aujourd'hui dispersée entre trois musées anglais et américains. La seconde série a été peinte pour Paul Fréart de Chantelou entre 1644 et 1648 ; elle est aujourd'hui conservée à la National Galleries of Scotland.

## Historique de l'œuvre
La chronologie de la réalisation de cette série n'est pas bien connue. Cassiano dal Pozzo est le secrétaire du cardinal Francesco Barberini et un antiquaire et collectionneur d'art. Il entretient une relation étroite avec Nicolas Poussin dont il devient rapidement le principal mécène, cumulant jusqu'à plus de 35 peintures du peintre français. Sa plus grande commande est cette série de sept tableaux représentant les sept sacrements. La date précise de la commande n'est pas connue mais les premières ébauches datent probablement de 1636. À la fin de l'année 1640, Poussin est appelé à Paris et il a alors achevé six tableaux. Il a entamé la réalisation du dernier, Le Baptême et tient à l'emporter à Paris pour l'achever. Il l'expédie depuis Paris vers Rome en mai 1642.  
La série devient alors la pièce maîtresse de la collection Dal Pozzo. Les tableaux sont placés dans la pièce principale de son palais romain, appelée Stanza de' Sagramenti, parmi d'autres tableaux de Poussin et de son collaborateur Jean Lemaire. Le tableau est conservé par les descendants de Cassiano dal Pozzo. À la fin des années 1720, la série est donnée en gage au Marchese del Bufalo. Ce dernier tente de l'offrir au roi Louis XV mais sans succès. Elle est finalement récupérée par la famille Dal Pozzo en 1730-1732. Toujours par succession, elle passe dans la famille Boccapaduli qui tente de la vendre, avant 1745, au collectionneur anglais Robert Walpole, mais l'autorisation d'exportation est refusée par le pape. Finalement, la famille parvient à la céder à l'aristocrate anglais Charles Manners, 4e duc de Rutland en 1785. Il la conserve dans sa propriété de Belvoir Castle (Leicestershire). Elle reste dans la famille des duc de Rutland jusqu'au XXe siècle. Un incendie se déclare dans une aile de ce château en 1816 et La Pénitence est alors détruite. En 1939, le 9e duc de Rutland entame pour la première fois la dispersion de la série en vendant le tableau Le Baptême au marchand Georges Wildenstein. Ce dernier le cède en 1946 à la Samuel H. Kress Foundation qui en fait don à la National Gallery of Art. 
Les ducs de Rutland reprennent la dispersion de leur collection par la vente de gré à gré de L'Ordre en 2011 au Kimbell Art Museum de Fort Worth, après une tentative ratée de vente publique en 2010 chez Christie's. Puis en 2012, c'est le tour de L'Extrême-Onction : ce dernier fait l'objet d'un refus d'exportation de la part du gouvernement britannique ce qui permet au Fitzwilliam Museum d'acquérir ce tableau. Les trois autres tableaux toujours en possession des ducs de Rutland (L'Eucharistie, La Confirmation et Le Mariage) sont d'abord mis en dépôt dans ce même musée puis à la Dulwich Picture Gallery de Londres à partir de 2016. En 2023, L'Eucharistie entre à la National Gallery.

## Description

### La Pénitence

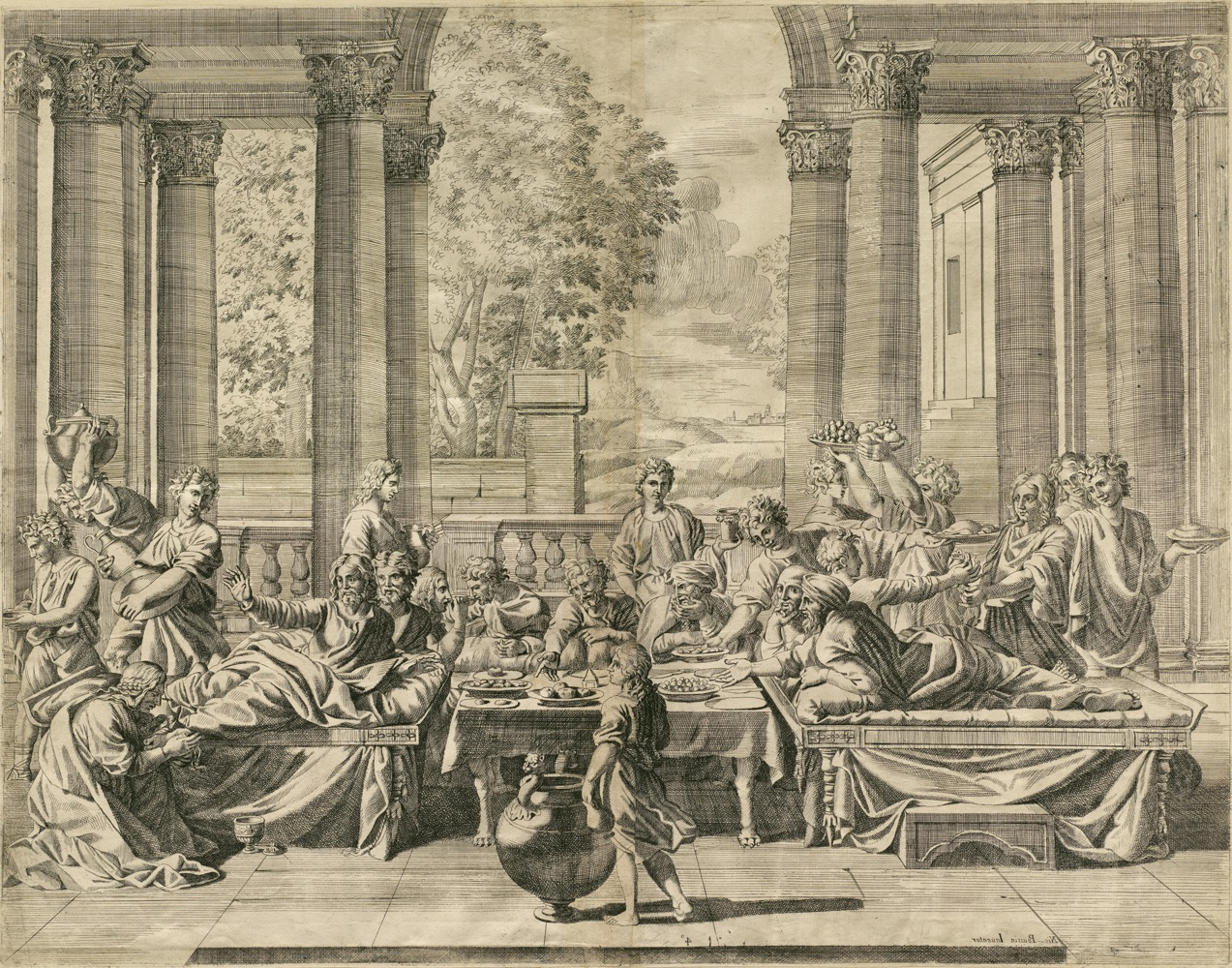
Gravure de La Pénitence.

C'est le seul tableau de la série aujourd'hui détruit en 1816 dans le château de Belvoir. Il n'est plus connu que par deux copies peintes et une gravure, par Jean Dughet. Il s'agit probablement du premier tableau de la série entamé par Poussin, vers 1636. Il représentait la scène de Marie-Madeleine lavant les pieds du Christ chez Simon le Pharisien, allongé sur un triclinium. Un dessin de la main de Poussin par ailleurs conservé au musée du Louvre (M.I.991) mais ne correspond ni à une version préparatoire de cette série ni à celui de la seconde.

### La Confirmation

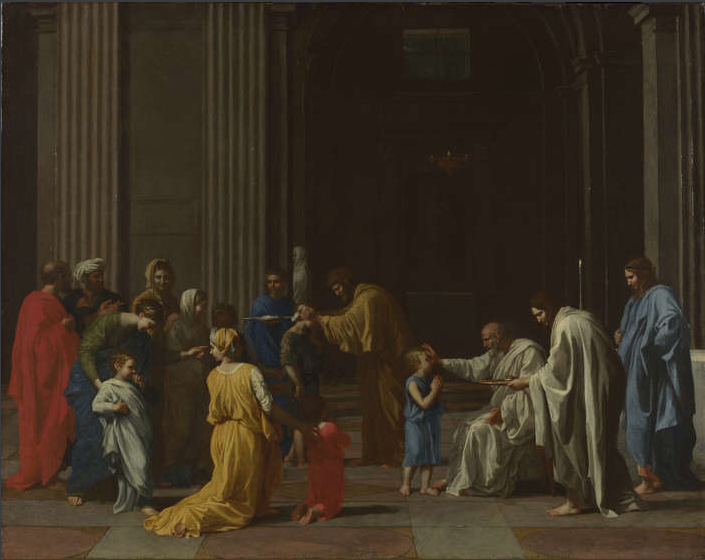
La Confirmation, déposée au Fitzwilliam Museum.

Poussin met en scène un rite paléochrétien sans allusion ici à une scène du Nouveau Testament. Il représente ici un évêque vêtu d'un pallium blanc faisant le signe de croix et déposant sur le front d'un enfant le saint chrême. Les enfants représentés sont âgés d'environ 7 ans, comme le préconise le catéchisme du concile de Trente. Un cierge allumé est disposé à droite indiquant que la scène se déroule lors de la vigile pascale. L'église primitive recommandait en effet d'organiser cette cérémonie à cette occasion, tout comme le baptême. Les pilastres cannelés représentés en décors rappellent ceux de l'église Sant'Atanasio dei Greci à Rome, œuvres de Giacomo della Porta, située alors en face de la résidence de Poussin. Le groupe de l'évêque et de son adjoint serait inspiré par La Dernière Communion de saint Jérôme du Dominiquin (Pinacothèque vaticane) Un seul dessin préparatoire du tableau est connu, conservé dans la Royal Collection au château de Windsor (RL 11896). La datation du tableau varie en fonction des historiens de l'art : Martin Clayton le date vers 1637-1638, Pierre Rosenberg et Louis-Antoine Prat vers 1639-1640 et pour Denis Mahon vers 1638-1640.

### L'Eucharistie

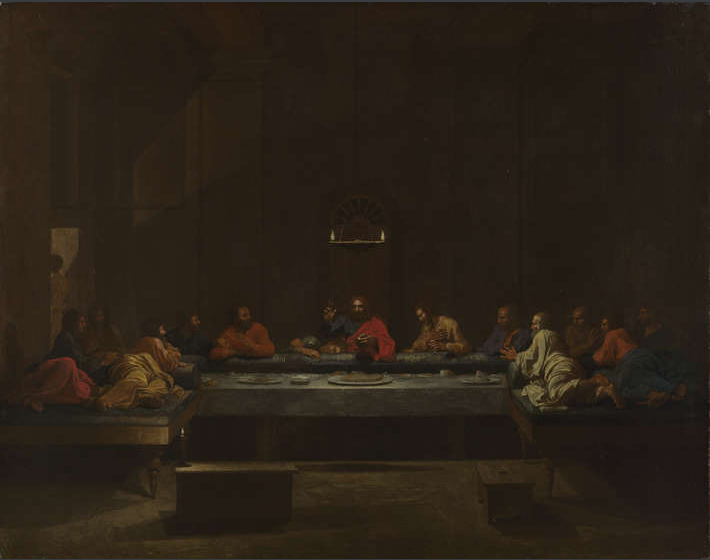
L'Eucharistie, à la National Gallery.

L'Eucharistie représente la Cène, mais de manière originale : les participants sont représentés, plongés dans la pénombre, allongés sur un triclinium, rappelant les coutumes antiques. Le Christ est placé au centre de la composition, tenant la coupe dans les mains et surmonté d'une lampe antique qui illumine la scène. Sa figure hiératique est inspirée des représentations paléochrétiennes présentes dans les églises romaines, elle rappelle aussi la cène de Taddeo Gaddi à Santa Croce. Cette représentation en clair-obscur est un écho aux interprétations théologiques de son époque pour qui la cène est un mystère de lumière enveloppé de ténèbres.  

### L'Extrême-Onction

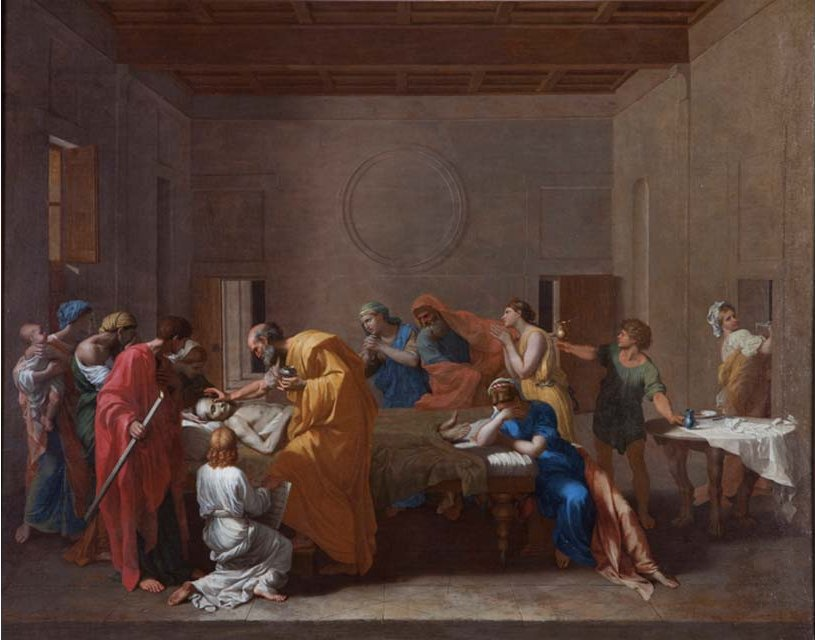
L'Extrême-Onction, Fitzwilliam Museum.

La scène représente un prêtre donnant le sacrement des malades à un homme mourant allongé sur un lit. Sa mère lui tient la tête tandis que sa femme, assise à ses pieds, se cache les yeux pour pleurer. La fille se tient les mains jointes dans une position de prière, avec à gauche un médecin ou apothicaire âgé qui tend une fiole à un assistant. Une autre femme, au centre de la composition, se tord les mains de douleur. A l'extrême-droite se tient une servante en contrepoint sortant de la pièce. Pour cette scène, Poussin s'est inspiré d'une de ses œuvres précédentes et les plus célèbres : la Mort de Germanicus, qui reprenait elle-même des modèles antiques dont le bas-relief sur un sarcophage représentant la mort de Méléagre. Les pleureuses sont elles-aussi inspirées de personnages tirés de bas-reliefs funéraires antiques. Presque tous les détails sont aussi inspirés de l'antiquité : les décors de la pièce, les costumes, le mobilier. Seule l'architecture de la pièce semble être empruntée à Andrea Palladio dans son traité de 1570 : il s'agit d'une reprise du modèle d'atrium couvert à plafond plat, niches et fenêtres hautes.

### L'Ordre

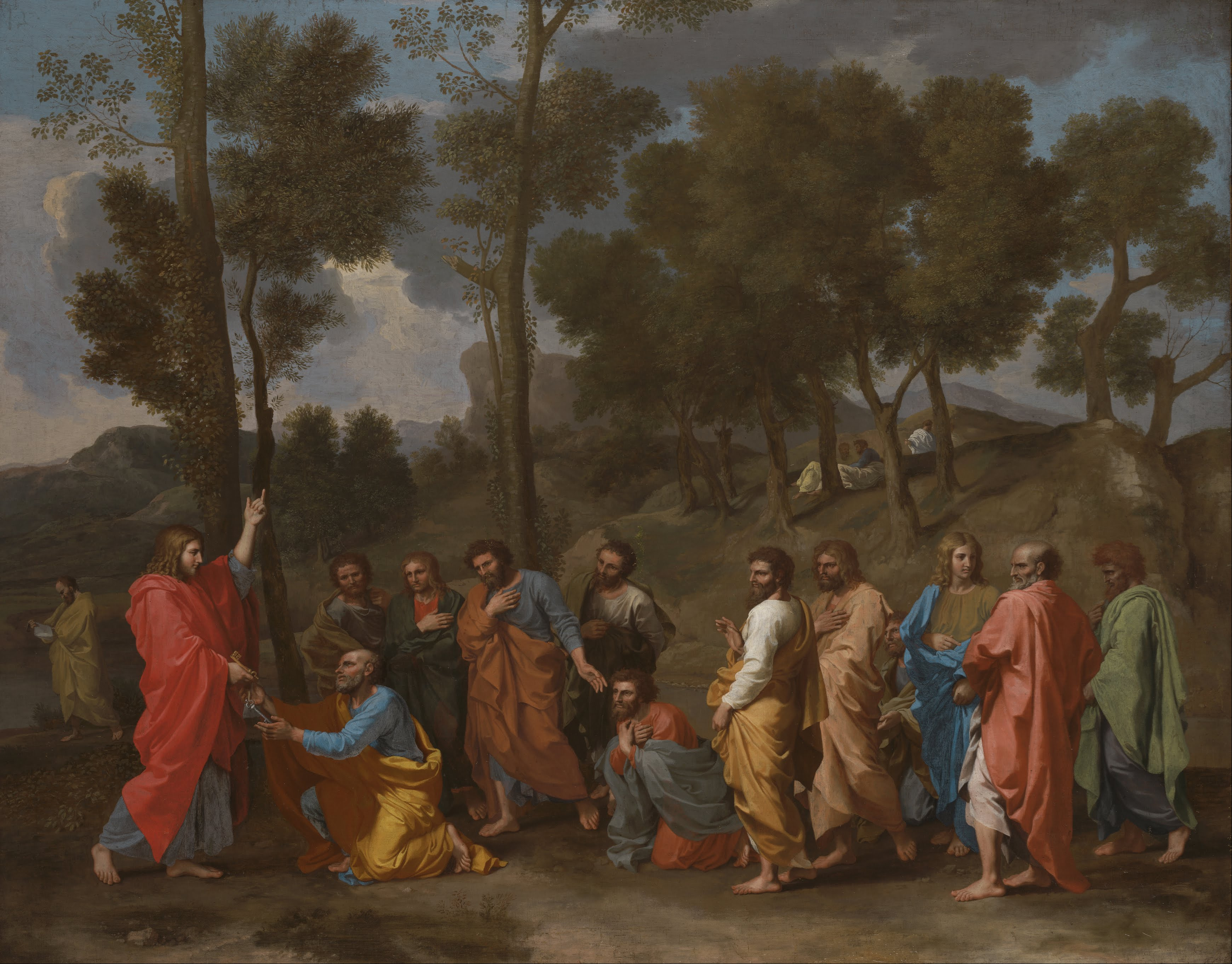
L'Ordre, Kimbell Art Museum.

Le tableau représente le Christ, habillé de pourpre, donnant les clefs du Royaume de Dieu à saint Pierre, entouré des apôtres. Il s'agit de la première ordination dans l'histoire du Christianisme. C'est l'illustration de la célèbre phrase de l'évangile de Matthieu : « je dis que tu es Pierre et que sur cette pierre, je bâtirai mon Église ». Les clefs sont de deux couleurs, or et argent symbolisant le pouvoir spirituel et temporel des papes. L'autre symbole de ces deux clefs est la clef de juridiction, pour absoudre les pêchés et la clef de science, pour examiner la conscience du pénitent. Ce sacrement réaffirme aussi le pouvoir de Pierre sur la communauté des apôtres et marque l'autorité hiérarchique du pape. Les apôtres représentent ainsi une galerie de figures dont le dernier membre à droite est Judas, qui en sera bientôt exclu. Ici, Poussin s'inspire de la fresque du Pérugin sur le même sujet dans la Chapelle Sixtine ainsi que de la tenture des Actes des Apôtres de Raphaël. Comme dans cette dernière, il place la scène dans un décor champêtre et fait correspondre à chaque apôtre un arbre. Le dernier arbre, celui de Juda, est mort. 

### Le Mariage

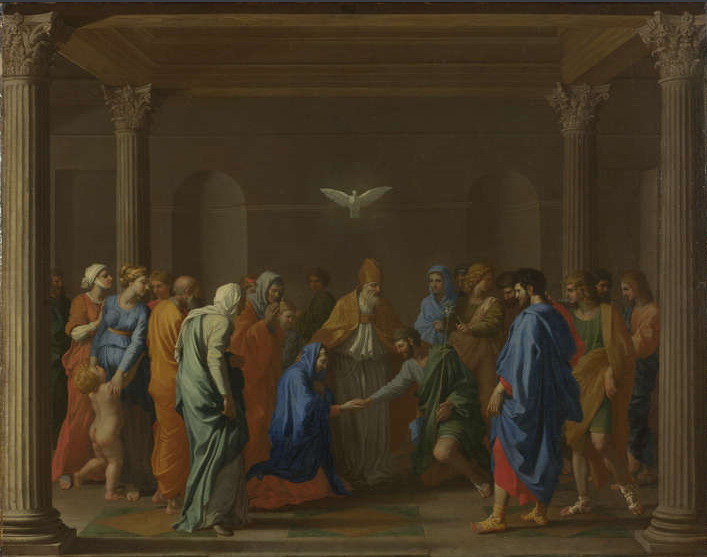
Le Mariage, en dépôt au Fitzwilliam Museum.

Le sacrement représente le mariage de la Vierge. Selon saint Augustin, le mariage était un sacrement réunissant la dévotion et l'éducation des enfants. La scène est représentée au sein d'une grande pièce inspirée dans son architecture par un modèle de Palladio : il s'agit de la salle à quatre colonnes du traité de 1570 mais sans ses ouvertures.

### Le Baptême

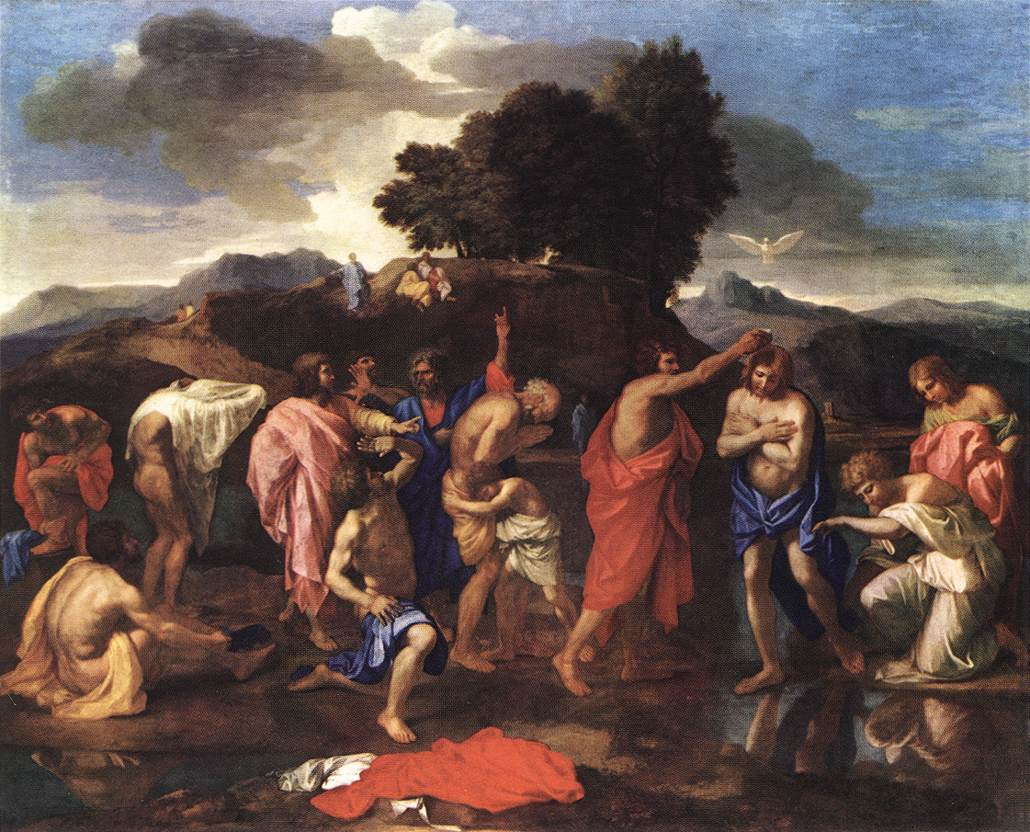
Le Baptême, National Gallery of Art.

Il s'agit du dernier tableau de la série peinte par Poussin, achevé en 1642 à Paris. Deux dessins préparatoires sont connus (musée Condé et École nationale supérieure des beaux-arts). La scène est représentée dans un paysage, avec le Christ en partie droite du tableau. À sa droite, dans une partie symbolisant le paradis, sont placés deux personnages, probablement des anges sans ailes venant l'aider. A gauche du Christ, la partie terrestre, avec outre Jean-Baptiste, plusieurs personnages dans des attitudes effrayées. Le tableau représente le moment précis où la voix du Seigneur se fait entendre pour reconnaître son fils. Les personnages représentent ainsi la peur face à la révélation du fils de Dieu.

## La seconde série
La chronologie de la seconde série est beaucoup mieux connue. Dès 1642, l'administration royale française tente d'obtenir de Poussin une copie de la série de Dal Pozzo afin d'en faire tirer des tapisseries, mais le projet n'a jamais abouti. Paul Fréart de Chantelou, un de ses plus proches amis et mécènes, revient vers Poussin pour lui demander une nouvelle copie. Le peintre lui propose non pas une copie mais une nouvelle série en janvier 1644. En mars, l'affaire est conclue entre les deux hommes et Poussin obtient une liberté totale dans le choix des représentations et de leurs dimensions. Il commence par L'Extrême-Onction (avril-octobre 1644), puis La Confirmation (avril-décembre 1645), Le Baptême (février-novembre 1646), La Pénitence (février-juin 1647), L'Eucharistie (septembre-novembre 1647), et enfin, Le Mariage (novembre 1647-mars 1648). Une vingtaine de dessins préparatoires sont connus. Selon le frère de Paul Fréart, Poussin aurait voulu « en former un corps mystique composé de ces sept membres sacrés », inspiré de la théologie de saint Augustin et de son concept de « Christ-corps Église ». Une fois arrivés à Paris, ils sont conservés par Fréart de Chanteloup dans une salle qui leur est spécifiquement consacrée et cachés sous des rideaux de taffetas. Le Bernin visite cette pièce lors de son séjour sur place en 1665. À la mort du mécène, ce dernier souhaitait que la série soit acquise par le roi, mais son vœu n'est pas réalisé. Elle entre dans la collection de Philippe d'Orléans. Cette dernière est dispersée en 1798 à Londres et la série achetée par Francis Egerton, duc de Bridgewater. Ses descendants, devenus depuis ducs de Sutherland, en sont toujours propriétaires mais l'ont déposé à la National Galleries of Scotland depuis 1945.

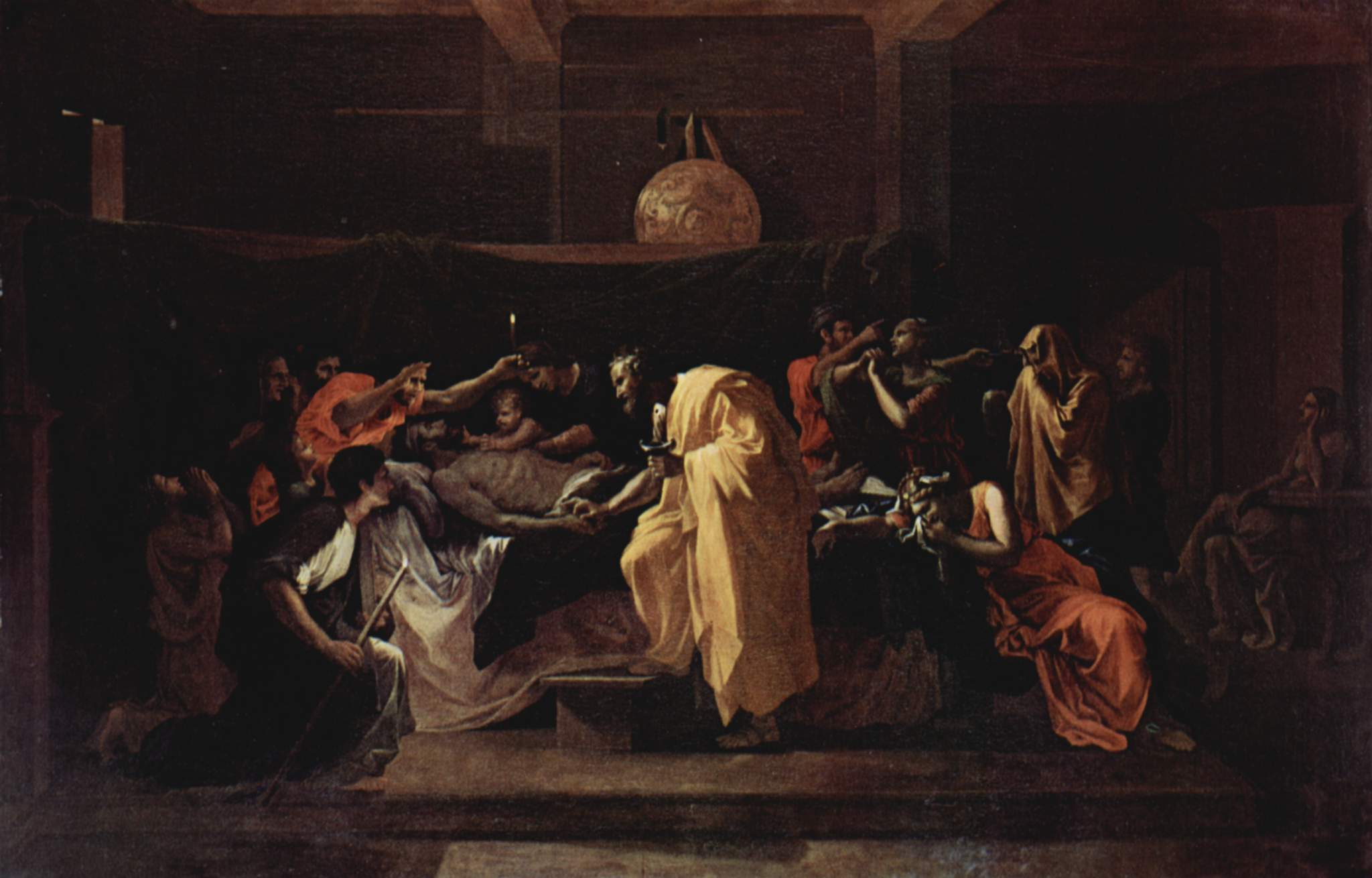
L'Extrême-Onction.
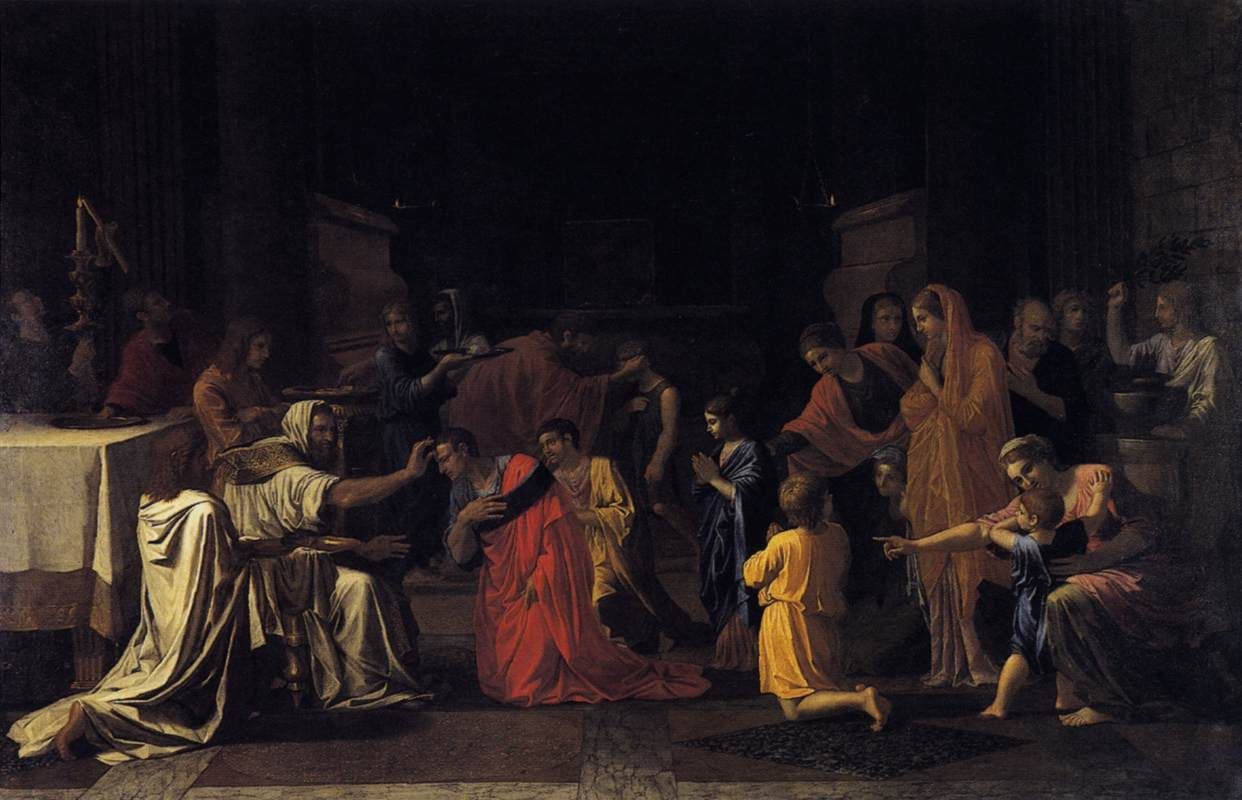
La Confirmation.
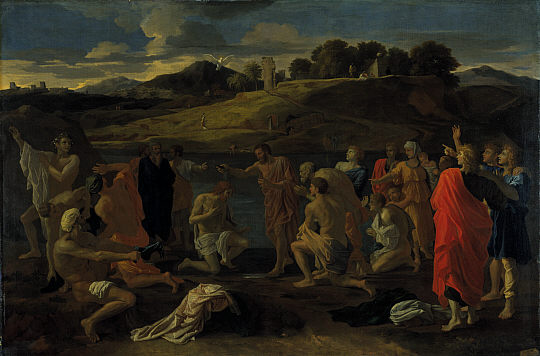
Le Baptême.
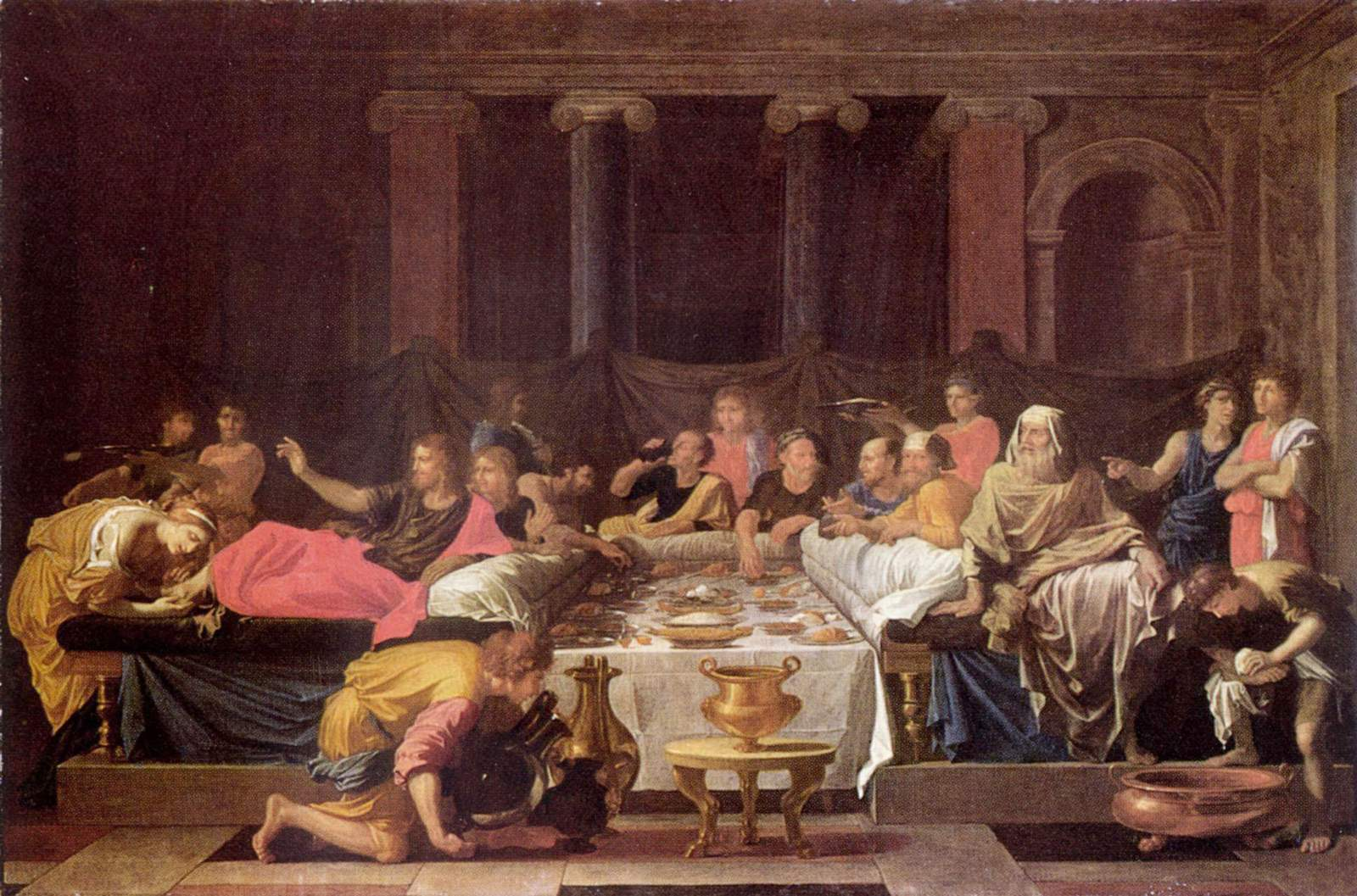
La Pénitence.
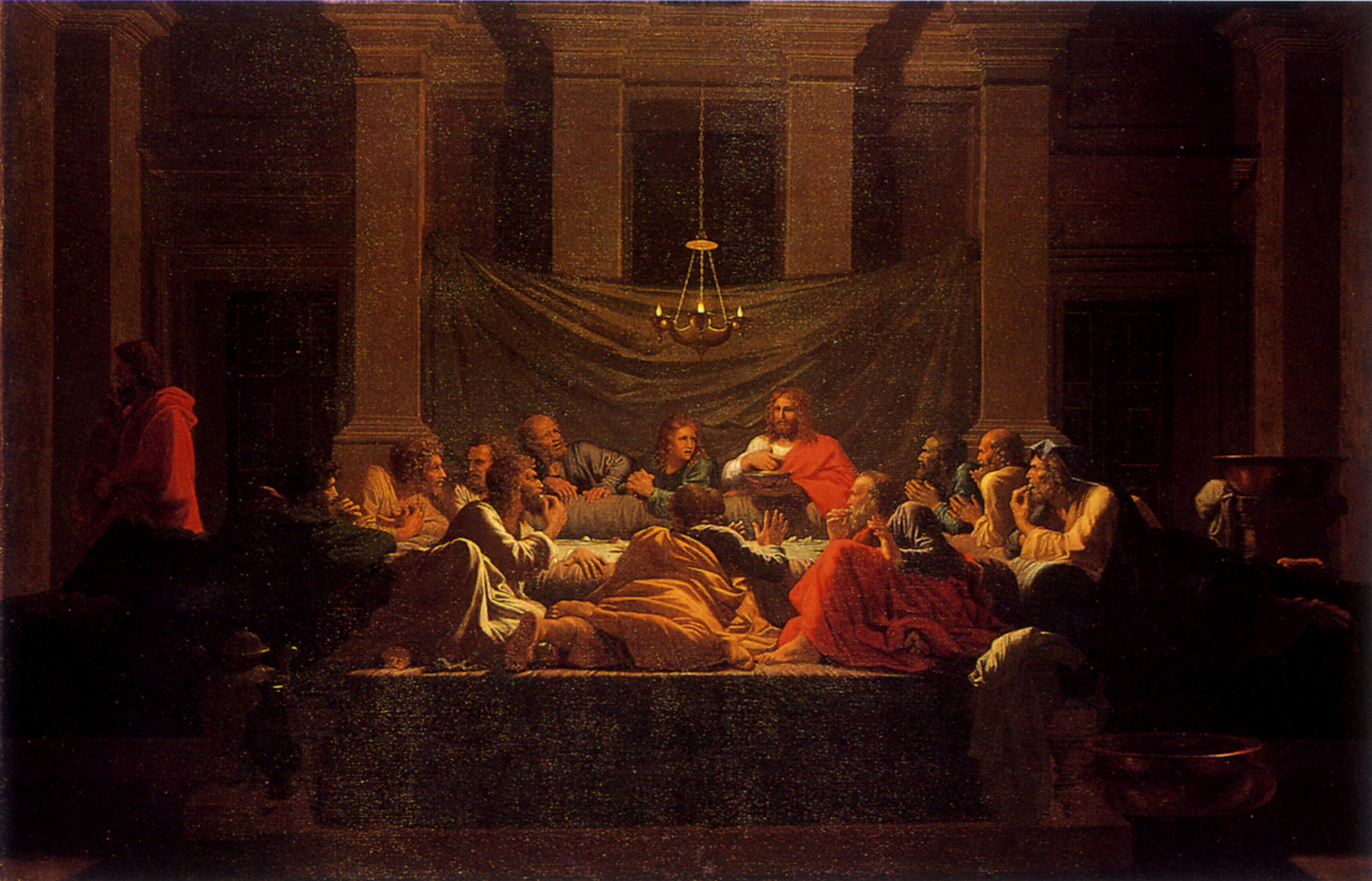
L'Eucharistie.
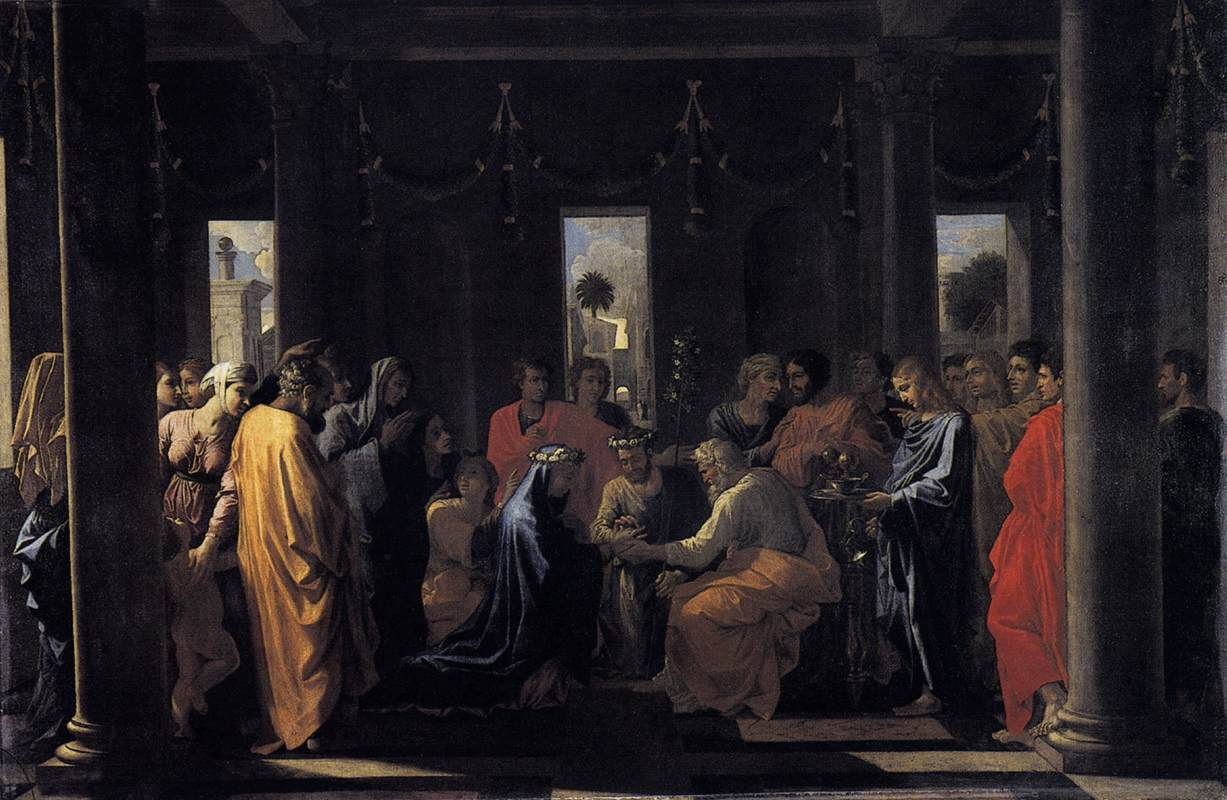
Le Mariage.